# Megachile leucostomella
Megachile leucostomella är en biart som beskrevs av Cockerell 1927. Megachile leucostomella ingår i släktet tapetserarbin, och familjen buksamlarbin. Inga underarter finns listade i Catalogue of Life.